# Independencia, Chalcatongo de Hidalgo
Independencia är en ort i Mexiko.   Den ligger i kommunen Chalcatongo de Hidalgo och delstaten Oaxaca, i den sydöstra delen av landet, 300 km sydost om huvudstaden Mexico City. Independencia ligger 2 444 meter över havet och antalet invånare är 332.
Terrängen runt Independencia är kuperad. Runt Independencia är det ganska glesbefolkat, med 26 invånare per kvadratkilometer. Närmaste större samhälle är Villa Chalcatongo de Hidalgo, 1,8 km öster om Independencia. I omgivningarna runt Independencia växer huvudsakligen savannskog.